# Master Juba
Master Juba (ca. 1825 – 1852 eller 1853) var en afroamerikansk danser, der optrådte i 1840'erne. Han var en af de første sorte, der i USA optrådte på en scene for et hvidt publikum og den eneste der tog med et hvid minstrel show på turné. Hans rigtige navn var formodentligt William Henry Lane, og han var også kendt som "Boz's Juba", som Charles Dickens kaldte ham i American Notes.

## Yderligere læsning
- Cook, James W. (2006). "Master Juba, The King of All Dancers!" Discourses in Dance, Volume 3, Number 2, 7–20.